# 金沙雞
金沙雞是上海地區常見的食品。
用炸成金黃色的蒜蓉、乾蔥蓉拌成「金沙」料鋪面，淋在切好的白切雞上，入口惹味香濃。